# Касба Тадла
Касба Тадла (араб. قصبة تادلة) — місто в Марокко, у провінції Бені-Меллаль, Бені-Меллаль-Хеніфра. За даними перепису 2004 року, у ньому проживало 40 898 осіб. Найвища температура, коли-небудь зареєстрована в містечку, становила 47,0 °C (116,6 °F), 23 липня 2021 р.